# Mendo II Gonçalves
Menendo González Menendo anche in spagnolo, in galiziano e in catalano Mendo in portoghese (metà X secolo – Aveloso, 2 ottobre 1008) è stato un militare spagnolo; era un conte galiziano nel Regno di León del X e XI secolo, che fu signore della Contea di Portucale.

## Origine
Menendo, come riportano sia il Portugal no Período Vimaranense (868-1128). IVª Parte che CUANDO PORTUGAL ERA REINO DE LEÓN: UNA REGIÓN EN EL NORDESTE PENINSULAR (SIGLOS IX-XI) era figlio del signore della contea di Portucale Gonzalo Menéndez e della sua pima moglie, Ilduara Peláez, citata con il marito (Gunsalbo menendiz et uxor tue ilduare), nel documento n° LXXXVIII del Portugaliae monumenta historica, datato 964, inerente una donazione ricevuta, figlia del conte Pelagio González e della moglie Ermesinda Gutiérrez.

Secondo il documento n° XCIX del Portugaliae monumenta historica Gonzalo Menéndez era figlio del conte galiziano nel regno di León del X secolo, conte di Deza, e quarto signore della Contea di Portucale Ermenegildo González e della contessa galiziana nel regno di León del X secolo, che fu signora della Contea di Portucale Muniadona Díaz (Gundisalbus filii ermegildi et mummadomne), che secondo il documento n° XXXI del Portugaliae monumenta historica era figlia del signore della Contea di Portucale Diego Fernandes e della moglie, Oneca, le cui origini non sono chiare; a volte viene chiamata Onneca Lucides, figlia del conte portoghese Lucídio Vimaranes, che secondo la storica medievalista spagnola Margarita Torres, è dovuto a una confusione con l'omonima pronipote di Onneca, la figlia di Lucídio Aloítez.

la penisola iberica alla morte di Gonzalo Menéndez

## Biografia
Menendo lo troviamo citato nel documento n° CXXXII del Portugaliae monumenta historica, datato 981, inerente un testamento.
Dal 993 suo padre Gonzalo Menéndez governò anche il territorio di Braga fino al 997, anno in cui morì combattendo Almanzor, quando invase Santiago de Compostela (in quel periodo fu definitivamente abbandonata la città di Conimbriga), e Menendo González gli succedette come Mendo II Gonçalves, come riporta Portugal no Período Vimaranense (868-1128).
Nel 999, quando il regno di León era ridotto alla sola zona costiera di Galizia e Asturie, il re Bermudo II, morì nella provincia di El Bierzo, non lontano da Ponferrada, a causa della gotta, che da tempo lo faceva soffrire, e fu tumulato a Villabuena (Cacabelos) e solo in secondo tempo la salma fu traslata nella capitale, León, come riportano sia la Historia de España: parte XVI, che il Chronicon de Sampiri.

Gli succedette il figlio Alfonso V di León, un bambino di circa cinque anni, sotto la reggenza, come riportano sia la Historia genealógica y heráldica de la monarquía española, Volume 1, che Rodrigo Jimenez De Rada, nel suo Historia De Los Hechos De España, della madre, Elvira e di Menendo González, Conte di Portucale.

Alla nomina di Menendo González si era opposto invano il Conte di Castiglia, Sancho Garcés, e la disputa venne portata, per la decisione del figlio di Almanzor, Abd al-Malik al-Muzaffar, dinanzi al giudice dei cristiani di Cordova, che si pronunciò in favore di Menendo, come riporta la Recherches sur l'histoire et la littérature de l'Espagne pendant le moyen age, tome premier.

Secondo il Diccionario biográfico español, Real Academia de la Historia fu un efficiente reggente, che, sino alla sua morte, collaborò con Elvira di Castiglia, la madre di Alfonso V.
Menendo fu ucciso nell'ottobre del 1008; secondo il Chronicon Lusitanum il giorno 2 (Aera 1046. II Non Oct occisus fuit Comes Menendus), mentre secondo la Recherches sur l'histoire et la littérature de l'Espagne pendant le moyen age, tome premier fu ucciso a settembre.

Menendo fu assassinato, ma non si hanno notizie precise, in quanto in quel periodo, oltre i combattimenti contro i mori, viene ricordata una razzia di Vichinghi.

Dopo la morte di Menendo la Contea di Portucale passò ad Alvito Nunes, come conferma il Chronicon Lusitanum.

## Matrimonio e discendenza
Menendo aveva sposato Tutadona Moniz de Coimbra, come viene ricordato dal nipote Bermudo III di León nel documento XC, datato 1028, della Apéndice del Tomo II de la Historia de la Santa A. M. Iglesia de Santiago de Compostela (avorum et parentum meorum Menendi et dne Tote).

Menendo da Tutadona ebbe nove figlitra cui:
- Elvira, che, come moglie di Alfonso V di León, divenne Regina consorte di León, come conferma il documento n° LXXXVI, datato 1019, della Apéndice del Tomo II de la Historia de la Santa A. M. Iglesia de Santiago de Compostela (Adefonsus rex, Geluira regina, Veremudus princeps)[20]
- Ilduara, che, come moglie di Nuno I Alvites fu Contessa consorte di Portucale (comite Nunus Aloitiz et uxori eius comitissa domna Ilduara), come risulta dal documento CCIX del Portugaliae monumenta historica[21].

### Fonti primarie
- (LA)  Portugaliae monumenta historica.
- (LA)  Historia silense
- (LA)  España sagrada. Volumen 14.
- (LA)  Historia de España: parte XVI, Sampiri Astoricensis Episcopi chronicon
- (LA)  (ES)  #ES Historia de la Santa A. M. Iglesia de Santiago de Compostela, Tomo II.

### Letteratura storiografica
- (ES)  #ES CUANDO PORTUGAL ERA REINO DE LEÓN: UNA REGIÓN EN EL NORDESTE PENINSULAR (SIGLOS IX-XI)
- (FR)  #ES Recherches sur l'histoire et la littérature de l'Espagne pendant le moyen age, tome premier
- (PT)  Portugal no Período Vimaranense (868-1128). Iª Parte
- (ES)  #ES Historia genealógica y heráldica de la monarquía española, Volume 1
- (ES)  Historia De Los Hechos De Españara